# Josef Rybička (rytec)
Josef Rybička, někdy uváděn také Joseph Rybiczka (9. února 1817, Praha - 25. října 1872, Praha) byl český rytec krajin, architektury a žánrů v Praze.

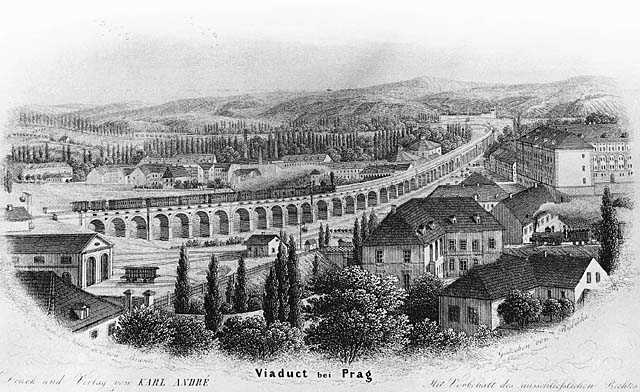
Negrelliho viadukt v Karlíně, lept Josefa Rybičky podle kresby Karla Brantla)

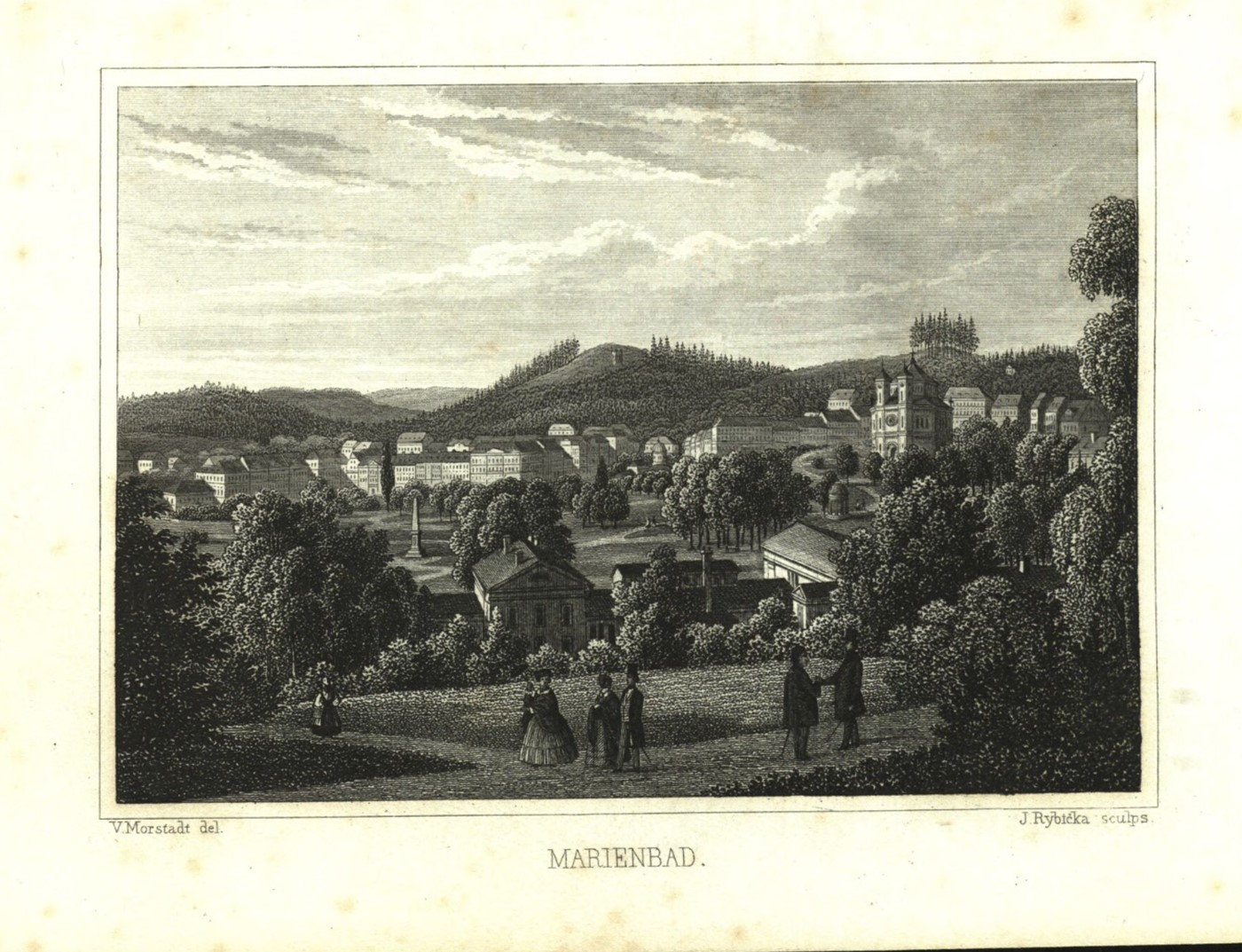
Mariánské Lázně, lept Josefa Rybičky podle kresby Vincence Morstadta (1865)

## Život
Narodil se v Praze v rodině mědirytce a ocelorytce Karla Rybičky (1783–1853), který byl zaměstnán v rodinné oficíně Balzerů a v roce 1812 se oženil s Terezií, dcerou Jana Jiřího Balzera a jeho manželky Kateřiny. Byl tedy Balzerovým vnukem. V letech 1829–1833 vystudoval malbu a kresbu na pražské Akademii u Antonína Mánesa.

### Rodinný život
Byl dvakrát ženat. Dne 12. července 1847 s manželkou Vilemínou (Wilhelminou), rozenou Utšikovou (1827–1865) měl syna Václava (1852–1896) a dceru Wilhelminu (* 1854). Syn se se vyučil litografem, pracoval také jako rytec a nějaký čas pobýval v klášteře benediktinů v Emauzích.
Druhá manželka Anna (1820–1889), rozená Piepenhagenová byla dcerou malíře Augusta Piepenhagena.

## Dílo
Zaměřil se na mědirytinu a ocelorytinu, ve kterých se dále zdokonalil studiem ve Vídni. Věnoval se po celou profesní kariéru především ocelorytině, která díky tvrdosti oceli umožňovala daleko větší počet tisků z jedné desky než mědirytina. V rodinné grafické dílně otce a syna Rybičků bylo evidováno 66 ilustrací knih nebo časopiseckých statí, celkem přes 250 tisků. Zatímco otec tiskl jen pro Prahu, syn vydával tisky také v 11 dalších městech, z nich 6 bylo v zahraničí: v Krakově (jeden portrét, evidovaný J. Kollárem), v Drážďanech, Bochni, Lipsku, Paříži a v Pešti, kde vytvořil frontispis pro české vydání knihy Jana Amose Komenského Přemyšlování o dokonalosti křesťanské z roku 1836.
Ryl většinou grafické listy malých formátů, výjevy z Prahy a jejího okolí, české krajiny, z architektury především hrady, kostely, kláštery a veduty lázeňských měst, často s drobnou figurální stafáží v popředí. Některé se dostaly jako ilustrace do časopisů (například pro almanach Wesna z let 1837–1838 a pro časopis Světozor) nebo do knih. Podle Jána Kollára dělal také portrétní rytiny. Dále prováděl v rytinách kresby a obrazy svých vrstevníků, například Vincence Morstadta. Při tvorbě obrazových alb spolupracoval mj. s Karlem Würbsem.

## Výběr rytin
- Hrady Okoř, Točník (1838), Žebrák (1838)
- Český kníže Svatopluk I., frontispis almanachu Vesna (1838)[9]
- Hrad Sloup v Čechách[10]
- Kostel sv. Markéty v Břevnově od jihu
- Janské Lázně
- Průvodce Mariánské Lázně, Kynžvart a Teplá (vydán v Paříži)
- Mariánské Lázně, frontispis knihy Emil Kratzmann: Des principales eaux minérales naturelles de Marienbad en Bohéme, Bruxelles et Leipzig: Flatau, 1865